# 迟浩田
迟浩田（1929年7月9日—），汉族，山东招远人，中国共产党、中华人民共和国政治人物，原副国级领导人。1944年参加八路军，1946年5月加入中国共产党；中国人民解放军军事学院合成系毕业，大专文化。中国人民解放军高级将领，1988年晉升中国人民解放军上将。曾任中共第十五届中央政治局委员、中共中央军委副主席，中华人民共和国中央军事委员会副主席、中国人民解放军总参谋长、国务委员兼国防部部长等職務。

## 生平

### 幼年
1929年迟浩田出生在山东招远的一个穷困小山村，家中人多物薄；兄弟姊妹十一人，但其中有四人夭折。但就是这样的一个家庭环境，在迟浩田七岁那年，母亲竟下定决心，坚持将他送去学堂念书。母亲希望自己的儿子多学点文化，长大了去当老师。可是好景不长，1941年日军对胶东地区“大扫荡”，在迟浩田的家乡烧杀淫掠。在经历此事之后，母亲痛下决心，将自己的第三个儿子迟浩田也送去参军。

### 军旅生涯

#### 起点
1944年迟浩田离家进入八路军招远县齐山区中队做文书，1945年7月随区中队升编入八路军招远县独立营做通信员、班长。因为从小喜欢写写画画，自身又吃苦耐劳；很快的部队领导就对迟浩田印象都不错，并推荐他到胶东军区抗大一分校胶东支校（即山东教导二团）学习，被编入教二团二大队九连，成了一名真正的“学兵”，学习机枪射击；经过两个月的训练后，被派赴前线，在八路军胶东军区五旅（第二次组建，师长聂凤智，政委兼政治部主任刘浩天，参谋处长萧镜海）十三团（即后来的“济南第一团”，团长夏侯苏民，政委孙同盛）三营（营长牛峰山、教导员韩琳）八连任战士。

#### 野战部队
1946年6月初，胶东军区部队发起了胶（县）高（密）即（墨）战斗，进攻被国民党收编的当地伪军。6月9日在攻克胶县县城战斗中，八连战士迟浩田直接从城墙跳下，不顾脚痛追上3名敌兵将其俘获，战后迟浩田向连队汇报：“我感到打仗很有意思，要想获胜就得往上冲，不怕死！”此战击毙了国民党陆军暂编十二师师长赵保原。接下来的即墨战斗，迟浩田冲锋在前，紧追逃敌一口气抓了5名俘虏，战后被评为战斗模范，被评定通过了战斗关、生死关的考验，调任营机枪连任文书（班长级）。
1946年6月22日全面内战爆发后，胶东八路军首先面对青岛出来的国民党嫡系精锐第54军、第8军打了持续一个多月的胶济铁路东段阻击战。7月12日，敌54军第8师和198师西渡沽河攻占胶县县城。7月24日，54军继续向高密进攻，占领了胶济铁路大行车站、台上站、芝兰庄站。7月25日，胶东第13团袭击大行车站守敌第54军第22团的一个营。三营奉命实施强攻大行车站战斗，营教导员韩琳被弹片打断了右腿股动脉；重机枪手与接替射击的机枪连长相继中弹，迟浩田接过重机枪猛扫出击的敌群，终于将敌人的反扑压住、打退，迟浩田左臂中弹骨折，在撤出战斗时仍咬牙背起重伤的连长，但连长在转运路上伤重牺牲。战后，营首长在队列前表扬了迟浩田的顽强勇敢的战斗作风。1946年10月，迟浩田加入中国共产党。
1946年11月1日，国民党第54军198师、8师，由兰底沿着胶（州）平（度）公路并肩北进，遭到了八路军胶东警三旅的顽强阻击。到晚上，敌人收缩在了马丘、白河庙、大岔河等几个小据点固守。当夜，胶东五师、六师、警三旅向上述三点发起猛攻，迟浩田所在的第13团向白河庙（平度县兰底镇北3公里处）敌军侧后出击。至次日拂晓，54军被歼2900余人。11月2日晚上，八路军撤出战斗北上。3营机枪连殿后掩护第13团。班长徐学盛发现还有7人、3挺重机枪无法撤下阵地，就与迟浩田返身杀回重围，用手榴弹开路，将几名战士和3挺重机枪接应下来，并背回了烈士的遗体。
1947年2月，随部队整编为华东野战军第九纵队（司令员许世友、政委林浩）第25师（原胶东五师，师长聂凤智、政委刘浩天）第73团（原胶东十三团，政委兼团长孙同盛）第三营机枪连任文书。莱芜战役中，九纵在和庄不动村（今莱城区和庄镇普通村）歼灭了国民党整编第77师大部。战斗中，迟浩田带着两名炊事员给阵地送饭，突然遭遇寻隙溃逃的100多人国民党兵。迟浩田临危不惧，端着唯一的一把冲锋枪冲上去截住去路，两名炊事员包抄上去用缴下来的冲锋枪替换下手中的扁担，三人展开政策攻心，将这100多人全部缴械投降。战后迟浩田与炊事员获得上级表彰，迟浩田调任三营营部书记（排职）。
1947年5月的孟良崮战役，九纵沿雕窝、东540高地向孟良崮主峰突击，沿途伤亡很大。迟浩田奉命将三营营部勤杂人员与轻伤员组织起来，投入到对主峰的冲击。战斗中迟浩田的左眼角被弹片打入，自行把插入半截的弹片拔下来，不顾血流满面头晕耳鸣，继续带领战士冲击，最后流血过多昏迷。被后送到团卫生队后，军医检查发现没有伤到眼球，简单包扎后坚决回到了三营部。
1947年7月的南麻战役，九纵从南麻西北方向实施突击，进展缓慢，伤亡很大。迟浩田奉团首长孙同盛命令，带领营部勤杂人员到干部全部伤亡的第九连接替指挥，经过顽强苦战，配合第一、第二营夺回了重要的西山阵地。随后抗击敌军反扑时，一颗重迫击炮弹在身边爆炸，迟浩田被气浪抛出，全身血肉模糊，头部、左肩、右腿、睾丸多处被炸伤，右小腿皮肉撕裂露出了被炸断的骨头，当即休克，送下阵地后昏迷数日，又和重伤的第75团副连长潘金贵被3名支前民工用一辆独轮车经数日行程转送到九纵救护所，由于几天的颠簸、雨淋，未药物治疗，几处伤口都已溃烂化脓，右腿已变成青黑色。军医要右腿截肢，迟浩田坚决不同意。后送至黄河以北的渤海军区设在阳信县刘坡坞的第九野战后方医院，采取了保守治疗的方案，把身上的弹片一块块取出来，还有四块没有取出一直留到终身。3个月后，还没有彻底痊愈的迟浩田志愿返回老部队，暂任三营机枪连文化干事（排职）。此战留在体内的两块弹片一直未能取出。
经历了胶东保卫战和山东内线反攻后，1948年9月的济南战役，迟浩田是机枪连副指导员。
1948年11月的淮海战役打响后，迟浩田从三营机枪连副指导员调任第7连（“胶东战斗模范连”、“高密城第一连”、“常胜连”、“济南英雄连”）指导员，碾庄战役中参与了对黄百韬兵团部最后的突击任务。11月20日凌晨，解放军七十三团成功突入碾庄圩，第三营主攻第七兵团司令部，七连萧锡谦和政委迟浩田率领七连从街南向街北进攻，并攻入黄百韬司令部，缴获黄百韬的吉普车并俘虏上千国军。
在渡江战役，迟浩田的七连是最早一批强渡长江的，于1949年4月20日21时零3分登上南岸。战后七连立集体一等功，迟浩田个人立二等功。
上海战役中，进占苏州河南岸。率领两人从地下水道奇袭国民党青年军第三十七军第204师指挥所，活捉上校副师长，逼迫其下令让师部与3个营共计一千余人投降，被第79师师长萧镜海、政治委员谭佑铭、参谋长彭辉、政治部主任常勇联名签署的奖状上写:“迟浩田同志在解放大上海战役中积极艰苦，严格执行我党政策纪律，做到秋毫无犯，创立功绩，评定为二等功。”被评为第235团甲等战斗模范。1950年5月，升任三营副教导员，华东军区授予“华东三级人民英雄”称号。
1950年迟浩田随部队参加中国人民志愿军，在辑安渡江入朝参加抗美援朝。第二次战役第79师攻击柳潭里美军，第235团反复争夺1282高地和1384高地。12月1日美军从柳潭里向下碣隅里方向突围，迟浩田奉命率第7连追歼美军，以伤亡2人的代价歼美军30多人，连续夺下4个高地。二次战役后九兵团休整讲评，迟浩田被评为一等功臣。
第五次战役，迟浩田是三营代理教导员。在北撤途中，奉师、团命令率三营先行度过昭阳江，控制九万里至麟蹄公路上的加路里、冠岱里要点，阻击敌军快速部队北犯，掩护师主力从昭阳江以南渡江北返。在抗击歼灭美军数百人完成阻击任务后，绕道深山密林靠野菜充饥撤到预定的集结地点。这时又接到上级命令要求三营南下昭阳江以南接应兄弟师的掉队后勤人员。迟浩田立即率领三营杀入美军包围圈，找到了这批后勤人员后，再次北渡昭阳江突围途中，绝大部分人员靠吃野菜野草充饥导致上吐下泻，一路走一路腹泻，经过一周的穿山越林摆脱了敌人与团主力会合。 战后，迟浩田正式被任命为三营教导员，荣立三等功。
第五次战役后，第27军担任了中部防线的麟蹄地区机动防御作战、金城地区机动防御作战、东海岸守备任务等。随后第27军召开抗美援朝英模大会，迟浩田被评为一等功臣，荣获朝鲜民主主义人民共和国三级国旗勋章，是第79师营以上干部唯一获得朝鲜勋章的。改任团政治处副主任（正营职）。1952年10月，第27军归国。 
迟浩田升任二三五团政治处主任（副团职），并在1955年的军衔制授衔中被授予少校军衔。自1958年到1960年，迟浩田先后在中国人民解放军总部高级步兵学校和中国人民解放军军事学院合成系学习。1960年学业完成后，迟浩田回到陆军第二十七军；历任第二十七军七十九师二三五团副政委兼政治处主任、团政委，第二十七军七十九师政治部主任、副政委，第二十七军政治部副主任，第二十七军八十一师政委。

#### 进入高层
九一三事件后调入《解放军报》社核心小组成员、副总编辑（副军职），分管政工。1973年12月出任北京军区副政委。1976年率北京军区部队参加唐山大地震抗震救灾。
1976年10月粉碎四人帮后，兼任《人民日报》社工作组组长、第一总编辑，持续了1年另20天。
1977年10月，任中国人民解放军副总参谋长兼总参谋部政治部主任。1985年5月任济南军区政委。1987年11月任中国人民解放军总参谋长、总参谋部党委书记，进入中央军委。1988年中国人民解放军恢复军衔制，作为中央军委委员、总参谋长，被授予上将军衔。

#### 1989年北京六四天安门事件
長久以來，遲浩田都被指是六四天安门事件的關鍵人物。1989年5月，戒严部队進駐北京，在刘华清担任总指挥和迟浩田担任副指挥的指挥下进行了六四清场。

#### 军队领导人

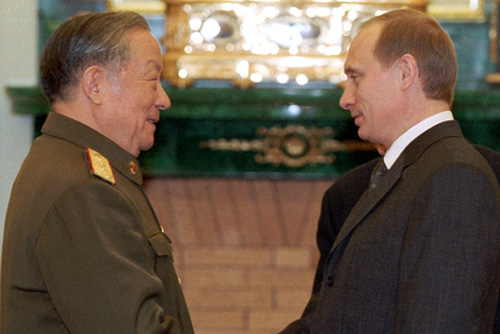
2000年俄罗斯总统普京与迟浩田会面

在1992年10月召开的中共十四大上，迟浩田当选为中国共产党中央军事委员会委员；1993年3月第八届全国人民代表大会第一次会议上，又被任命为中华人民共和国中央军事委员会委员，并出任国务委员兼国防部部长；期间，还曾兼任“国防法起草委员会”主任。1995年9月他被增补为中國共產黨中央軍事委員會副主席；同年12月，又被全国人民代表大会常务委员会任命为中華人民共和國中央軍事委員會副主席。1997年9月，在中共十五大上当选为中国共产党中央政治局委员、中共中央军委副主席；1998年3月，在第九届全国人民代表大会第一次会议上，迟浩田连任中华人民共和国中央军事委员会副主席，并继续出任国务委员兼国防部部长。2002年11月15日，74岁的迟浩田在中共十六届一中全会后卸任中共中央政治局委员和中央军委副主席，并于2003年3月十届全国人大一次会议后卸任国家军委副主席、国务委员和国防部部长等职务退休，告别了其长达五十八年的职业军旅生涯。

## 家庭

### 妻子
- 姜青萍，江苏常州人。曾是中国人民解放军海军总医院的医生，他们育有一子一女。

### 子女
- 儿子：迟星北，1957年9月出生，2008年晋升中国人民解放军少将军衔。曾任总参通讯部政治部副主任、主任，南京陆军指挥学院政治部主任，南京陆军指挥学院政治部政委，总装备部陆军装备科研订购部政委等职务。2016年2月任中国人民解放军陆军首任后勤部政委[6][7]。
- 女儿：迟星红